# Riconoscere una presenza
Riconoscere una presenza è un saggio antologico del sacerdote cattolico e teologo Luigi Giussani, fondatore del movimento Comunione e Liberazione, pubblicato dalle Edizioni San Paolo nel 1997.

## Storia editoriale
Il volume, primo di don Giussani per le Edizioni San Paolo, fu pubblicato all'interno della collana Le Centoparole curata dal giornalista Saverio Gaeta. Questi libri furono pensati come presentazione, attraverso una selezione di parole e temi fondamentali, di alcune personalità importanti del mondo cattolico. Oltre a Giussani nella stessa collana furono pubblicati analoghe antologie dedicate a Josemaría Escrivá, Chiara Lubich, madre Teresa di Calcutta e altri.
Il libro contiene una selezione di citazioni di Giussani tratte da molti dei suoi testi più importanti, ordinate alfabeticamente secondo una parola o un tema, tra quelle considerate più significative nell'ambito dell'insegnamento, del metodo educativo e del carisma del sacerdote brianzolo.
I testo contiene in appendice una intervista di Saverio Gaeta con Luigi Giussani e un'introduzione appositamente realizzata da monsignor Angelo Majo, arciprete del duomo di Milano e amico di don Giussani dagli anni del seminario.

## Edizioni
- Luigi Giussani, Riconoscere una presenza, a cura di Saverio Gaeta, 1ª ed., Cinisello Balsamo, Edizioni San Paolo, 1997,  p. 125, ISBN 88-215-3478-2.